# Rege al Ungariei

Blazonul regelui Ungariei (1915–1918)

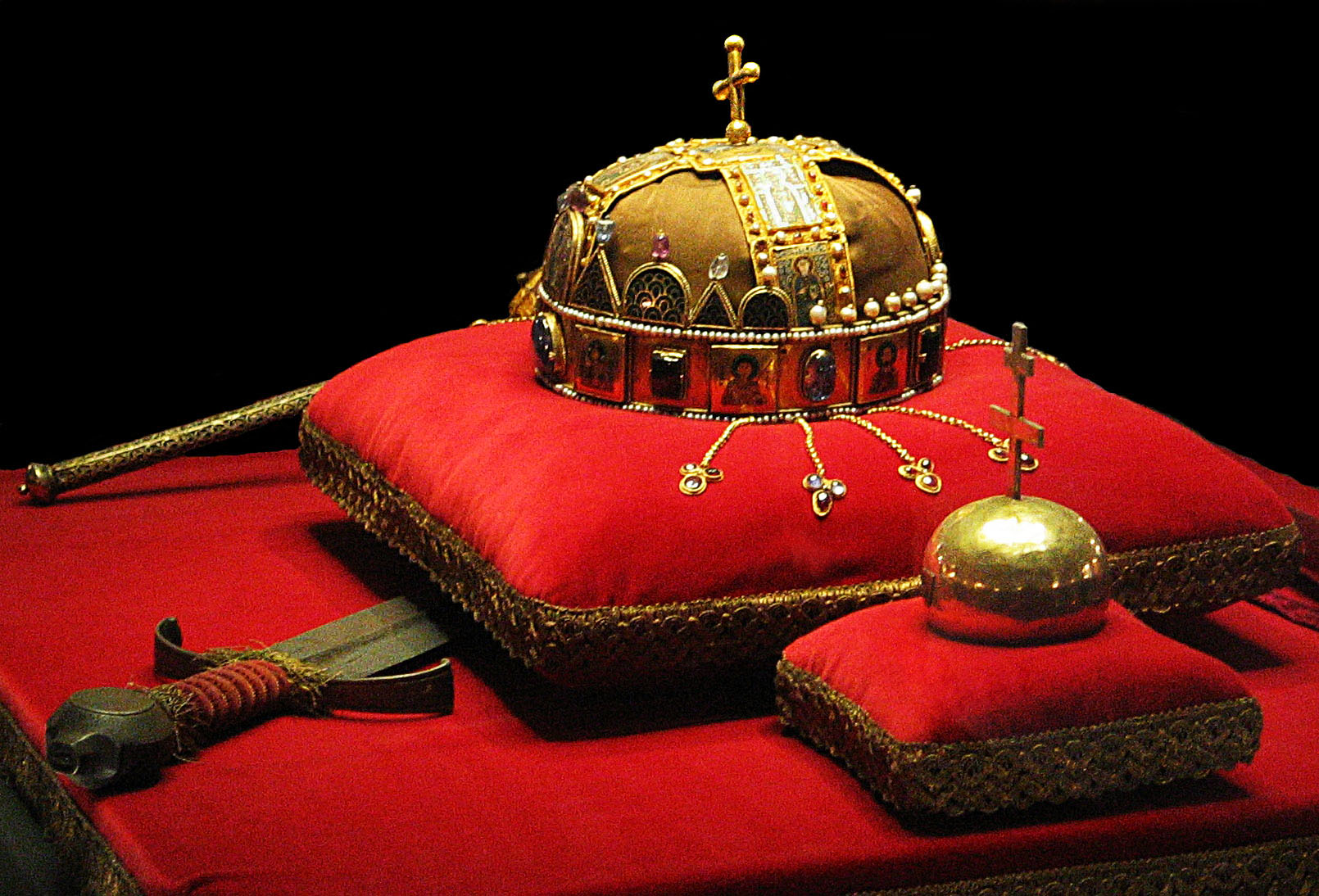
Însemnele regale ale Ungariei

Regele Ungariei (în maghiară magyar király) a fost șef de stat al Regatului Ungariei din anul 1000 (sau 1001) până în 1918 și de jure din 1920 până în 1946.
Titlul de „Rege apostolic” a fost confirmat de Papa Clement al XIII-lea în 1758 și utilizat mai târziu de toți regii Ungariei, astfel încât după această dată s-a făcut referire la monarhi cu titlul „Rege apostolic al Ungariei”. Purtătorii titlului au provenit din mai multe dinastii, ultima dintre ele fiind Casa de Habsburg-Lorena.

## Legături externe
- en Titles of the Kings of Hungary. Bibliografie